# Veliny
Veliny (en allemand : Welin) est une commune du district de Pardubice, dans la région de Pardubice, en République tchèque. Sa population s'élevait à 498 habitants en 2024.

## Géographie
Veliny se trouve à 5 km à l'est du centre de Holice, à 20 km à l'est-nord-est de Pardubice, à 23 km au sud-est de Hradec Králové et à 116 km à l'est de Prague.
La commune est limitée par Poběžovice u Holic et Borohrádek au nord, par Horní Jelení à l'est, par Ostřetín au sud et par Holice à l'ouest.

## Histoire
La première mention écrite de la localité date de 1336.

## Galerie

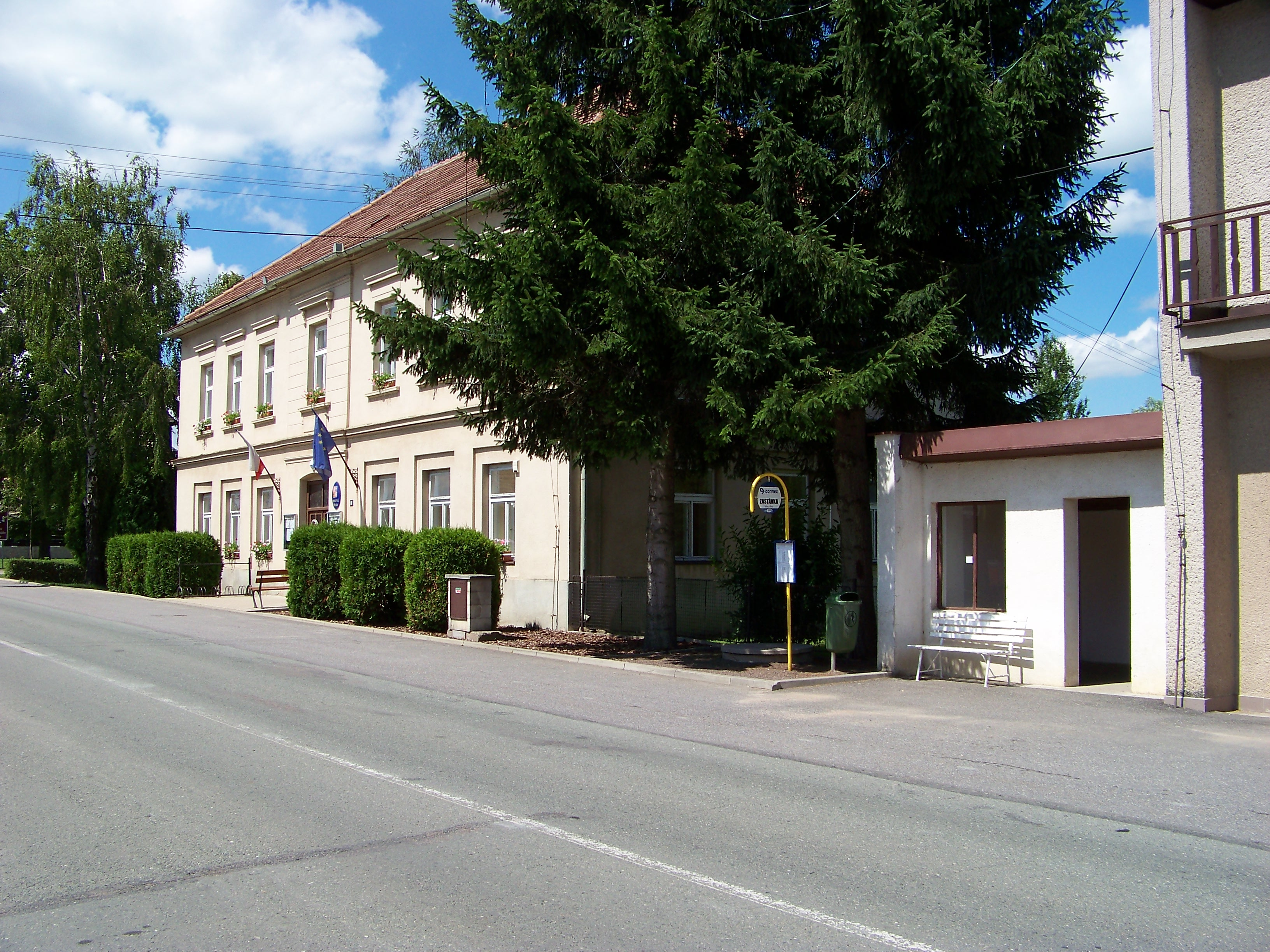
Mairie de Veliny.
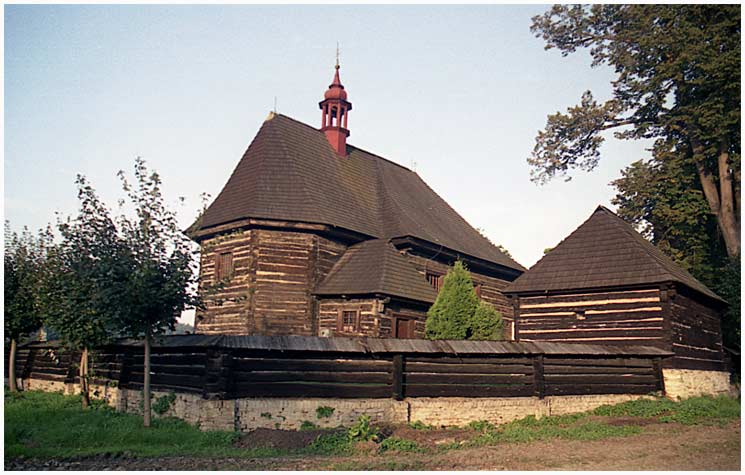
Église Saint-Nicolas.

## Transports
Par la route, Veliny se trouve à 5 km de Holice, à 23 km de Pardubice et à 135 km de Prague. 